# Carlos Guillermo Miguens Diehl
Carlos Guillermo Miguens Diehl (* 12. September 1893; † nach 1944) war ein argentinischer Diplomat.

## Leben
Carlos Miguens war ein Sohn von María Diehl Tornquist und Martín C. Miguens Basavillbaso.
Er war mit Silvia Elena Casares y Hoevel verheiratet, ihre Kinder waren Maria Elena und Emilio Migunes Caseres.
Er schloss 1917 ein Studium der Philosophie, Geisteswissenschaft, Rechtswissenschaft und Sozialwissenschaft an der Universidad de Buenos Aires ab und trat in den auswärtigen Dienst.
Von 1921 bis 1938 war er Gesandtschaftssekretär und Botschaftsrat in London.
1938 war er Geschäftsträger in Rom.
Vom 1. Juli 1938 bis 21. Mai 1945 war er außerordentlicher Gesandter und Ministre plénipotentiaire in Stockholm. 
Carlos Guillermo Miguens Diehl war der Enkel des deutschen Lyrikers Carl Wilhelm Diehl.

## Tanker Buenos Aires
Der Tanker Buenos Aires, 17.500 BRT in 20 Ladetanks, war 1939 von Aristoteles Onassis bei der Götaverken Cityvarvet in Auftrag gegeben worden. 1942 brachte er seine Rechte und Pflichten als Käufer in die Arisona Argentina S.A. Marítima Industrial ein und der argentinische Staat beglich die fällige Bezahlung beim schwedischen Staat. Die argentinische Regierung verhandelte in der Folge erfolglos mit dem Deutschen Reich um freies Geleit für den Tanker.
Am 21. Juni 1944 erzählte Segundo Storni David Victor Kelly, er habe seinen deutschen Verhandlungspartnern gedroht, falls der Tanker nicht freikäme, würde die argentinische Regierung die diplomatischen Beziehungen zum Deutschen Reich abbrechen.
Mit Dekret 10.129 vom 5. Mai 1945 ging der Tanker Buenos Aires in das Eigentum der Yacimientos Petrolíferos Fiscales über.
Am 27. Juli 1945 nahm Carlos Guillermo Miguens Diehl in Vertretung für die YPF den Tanker Buenos Aires in Besitz und taufte ihn auf den Namen San José um.
Am 27. Juli 1945 stach die San José vom Hafen Göteborg nach Maracaibo in See, wo sie 16.839 Tonnen Mineralöl für die Compañía Shell-Mex Argentina Ltd. aufnahm und nach Buenos Aires brachte.
Das Öl war Teil eines 500.000-Tonnen-Leinöl-Mineralöl-Swaps, der zwischen der Regierung von Edelmiro Julián Farrell und dem Kabinett Franklin D. Roosevelt vereinbart war.